# PCS娛樂
PCS Entertainment（韓語：피씨에스엔터테인먼트）是韓國經紀公司，於2021年6月1日由朴啟恩（박계은 Park Gye-eun）成立。

## 簡介
PCS娛樂：
- 2021年6月1日，由朴啟恩（박계은 Park Gye-eun）新成立的經紀公司。[2]
- PCS是“Prestige Creative Space”的意思。[3]

代表朴啟恩
- 曾擔任一代偶像團體NRG的經紀人[5]
- 曾擔任TS娛樂的經理人、市場部理事、副社長。[6][7][8][9]
- 2016年曾代表TS娛樂出演SBS綜藝《社長在看》，TS娛樂於2021年7月8日正式倒閉。[10][11]

## 旗下藝人
- SEVENUS（HEEJAE、IREAH）[12][13][14]
- DIGNITY（MINSEOK、LUO、LUKE、ON、HYEONGJIN）
- Daum Yoon（윤다음）
- WooHana（우하나）

## 外部連結
經紀公司連結：
- PCS娛樂的官方網站 （页面存档备份，存于）
- PCS娛樂的Instagram帳戶
- YouTube上的PCS娛樂頻道 （页面存档备份，存于）